# Binacja
Binacja (binatio), binowanie – sprawowanie drugiej Mszy św. w tym samym dniu. Sprawowana jest z ważnych przyczyn, gdy zabraknie kapłana, biskup może zezwolić na nie kapłanowi, jeżeli tego domaga się konieczność duszpasterska. W tym przypadku binacja wymaga odpowiednich racji.
Kodeks prawa kanonicznego mówi, że kapłan może odprawić w ciągu dnia jedną Mszę św. Ze względów duszpasterskich (np. duża liczba wiernych w parafii) kapłani mogą otrzymać od biskupa ordynariusza pozwolenie na binację, a nawet trynację, czyli odprawianie trzeciej Mszy św. 
Przyznane prawo do binacji Mszy św. przysługuje tej parafii, a nie proboszczowi, chyba że ordynariusz miejsca wyraźnie zaznaczył, że udzielił tego prawa tylko określonemu kapłanowi.
We wczesnym chrześcijaństwie bywało, że jedną eucharystię sprawowano w domach prywatnych a drugą przy grobach męczenników. W czasach karolińskich binację
praktykowano w związku z mszami wotywnymi. W 1949 roku papież Pius XII wyraził zgodę na binację w dniu jubileuszu kapłańskiego (2 kwietnia).